# Aigars Cipruss
Aigars Cipruss (* 12. Januar 1972 in Riga) ist ein ehemaliger lettischer Eishockeyspieler, der seit 2010 als Trainer arbeitet und zuletzt Assistenztrainer bei Dinamo Riga in der Kontinentalen Hockey-Liga war.

## Karriere
Aigars Cipruss begann seine Karriere als Eishockeyspieler in seiner Heimatstadt in der Nachwuchsabteilung von Pardaugava Riga, für dessen Profimannschaft er von 1990 bis 1992 in der Wysschaja Liga, der höchsten sowjetischen Spielklasse, sowie anschließend zwei Jahre lang in deren Nachfolgewettbewerb, der Internationalen Hockey-Liga, aktiv war. Daraufhin ging der Center nach Nordamerika, wo er in den folgenden drei Jahren für die Atlanta Knights, Grand Rapids Griffins und Rafales de Québec in der International Hockey League, die Providence Bruins in der American Hockey League, die Nashville Knights in der ECHL und die Muskegon Fury in der Colonial Hockey League spielte.
Von 1997 bis 2003 stand Cipruss in der finnischen SM-liiga auf dem Eis, blieb jedoch bei keiner Mannschaft über einen längeren Zeitraum. In Finnland spielte er für Lukko Rauma, die Pelicans Lahti, Jokerit Helsinki, HIFK Helsinki und schließlich SaiPa Lappeenranta. Zur Saison 2003/04 schloss er sich dem HK Spartak Moskau aus der Wysschaja Liga, der zweiten russischen Spielklasse, an. Mit dem Hauptstadtklub erreichte er auf Anhieb den Aufstieg in die Superliga, in der er in der Saison 2004/05 in 56 Spielen fünf Tore und neun Vorlagen erzielte. Zur Saison 2005/06 kehrte der Lette in seine Heimatstadt zurück und nahm mit dem HK Riga 2000 am Spielbetrieb der belarussischen Extraliga teil. Die Saison 2006/07 begann er beim DHK Latgale in der lettischen Eishockeyliga, schloss sich jedoch bereits nach nur drei Spielen Asiago Hockey aus der italienischen Serie A1 an.
Die Saison 2007/08 verbrachte Cipruss bei EfB Ishockey in der dänischen AL-Bank Ligaen. Für die folgende Spielzeit erhielt er einen Vertrag bei Dinamo Riga, für das er in der neu gegründeten Kontinentalen Hockey-Liga in insgesamt 35 Spielen je ein Tor und eine Vorlage erzielte. Parallel stand er in 18 Spielen für seinen Ex-Klub HK Riga 2000 in der belarussischen Extraliga auf dem Eis. Zur Saison 2009/10 wurde der Olympiateilnehmer von 2006 vom HK Ozolnieki/Monarhs verpflichtet, für den er bis 2013 in der lettischen Eishockeyliga spielte.

### International
Für Lettland nahm Cipruss an der C-Weltmeisterschaft 1993, der B-Weltmeisterschaft 1994 sowie den A-Weltmeisterschaften 1997, 1998, 1999, 2000, 2001, 2002, 2003, 2004, 2005 und 2009 teil. Zudem stand er im Aufgebot seines Landes bei den Olympischen Winterspielen 2006 in Turin.

## Erfolge und Auszeichnungen
- 1993 Aufstieg in die B-Weltmeisterschaft bei der C-Weltmeisterschaft
- 2004 Aufstieg in die Superliga mit dem HK Spartak Moskau

## Statistik
Stand: Ende der Saison 2010/11